# Davide II di Cachezia
Davide II di Cachezia, in georgiano დავით I?, noto anche come David II o Imām Qulī Khān, in persiano امام قلی خان‎, Emāmqolī Khān; in georgiano იმამყული-ხანი? (Isfahan, 1679 – Isfahan, 2 novembre 1722), è stato re di Cachezia dal 1709 al 1722 sotto la protezione della dinastia safavide dell'Iran. Non fu in grado di proteggere adeguatamente il suo regno che venne più volte devastato dalle Lekianoba dei Dagestani.

## Biografia
Davide era figlio di re Eraclio I di Cachezia e della regina Anna, nata Cholokashvili. Nacque e crebbe alla corte dello scià di Persia ad Isfahan e venne installato come wali (viceré) di Cachezia col ritiro di suo padre in Iran nel 1703. Davide risiedette quindi a Qara Aghach o Qaraghaji nella Cachezia orientale, al confine con Shirvan, ma dovette spostarsi nella propria residenza di Telavi dopo aver fallito la conquista di Balakən ai danni dei Lesgians di Char ed aver perduto Qakh a loro favore nel 1706. Dopo la morte di suo padre nel 1709, Davide venne convocato dallo scià Husayn per ricevere l'investitura ufficiale a sovrano dei suoi domini, lasciando il fratello minore Teimuraz e sua madre ad occuparsi del governo. Gli anni successivi furono contraddistinti da sue frequenti assenze presso la corte dello scià (1711–15), fatto che fece scoppiare dei tumulti e delle rivolte contadine nel Dagestan. Ritornato in Cachezia, Davide tentò di riprendere la situazione sotto il proprio controllo. Si alleò con Jesse, sovrano del vicino regno georgiano di Cartalia, e marciò con lui nel Dagestan, ma venne sconfitto e non poté impedire l'insediamenti dei Lesgiani entro i suoi confini. Nel dicembre del 1719, incontrò Vakhtang VI di Cartalia e negoziò una nuova alleanza con lui contro i clan dei Dagestani. All'inizio del 1720, i rinforzi inviati da Vakhtang al comando del principe Erasti Kaplanishvili giunsero in Cachezia, ma Davide era rimasto ormai spiazzato col suo esercito da un'ulteriore spedizione che nel frattempo aveva condotto e rispedì l'esercito verso casa.
Morì nella sua residenza estiva di Magharo nel 1722 e venne sepolto a Qom, in Iran.

## Famiglia
Davide si sposò due volte. La sua prima moglie fu una figlia dello shamkhal di Tarki; la seconda fu Yatri Jahan-Begum, figlia di Shakhrukh-Zadeh, beylerbey di Erevan. Tutti i suoi figli nacquero da questo suo secondo matrimonio:
- Levan (Mahmud Reza Mirza) (m. 1734), governatore di Ganja per lo scià di Persia. Venne ucciso in battaglia contro il generale ottomano Topal Osman Pascià. Ebbe tre figli: Asan Mirza, Ivane e Rostom-Mirza.
- Alessandro (Nazar 'Ali Mirza) (m. 1737), governatore di Tiflis durante l'assenza di re Teimuraz II dal 1736 al 1738.
- Hasan-Mirza (m. 1750), inviato georgiano presso Nadir Shah nel 1734.